# Stephanienbad

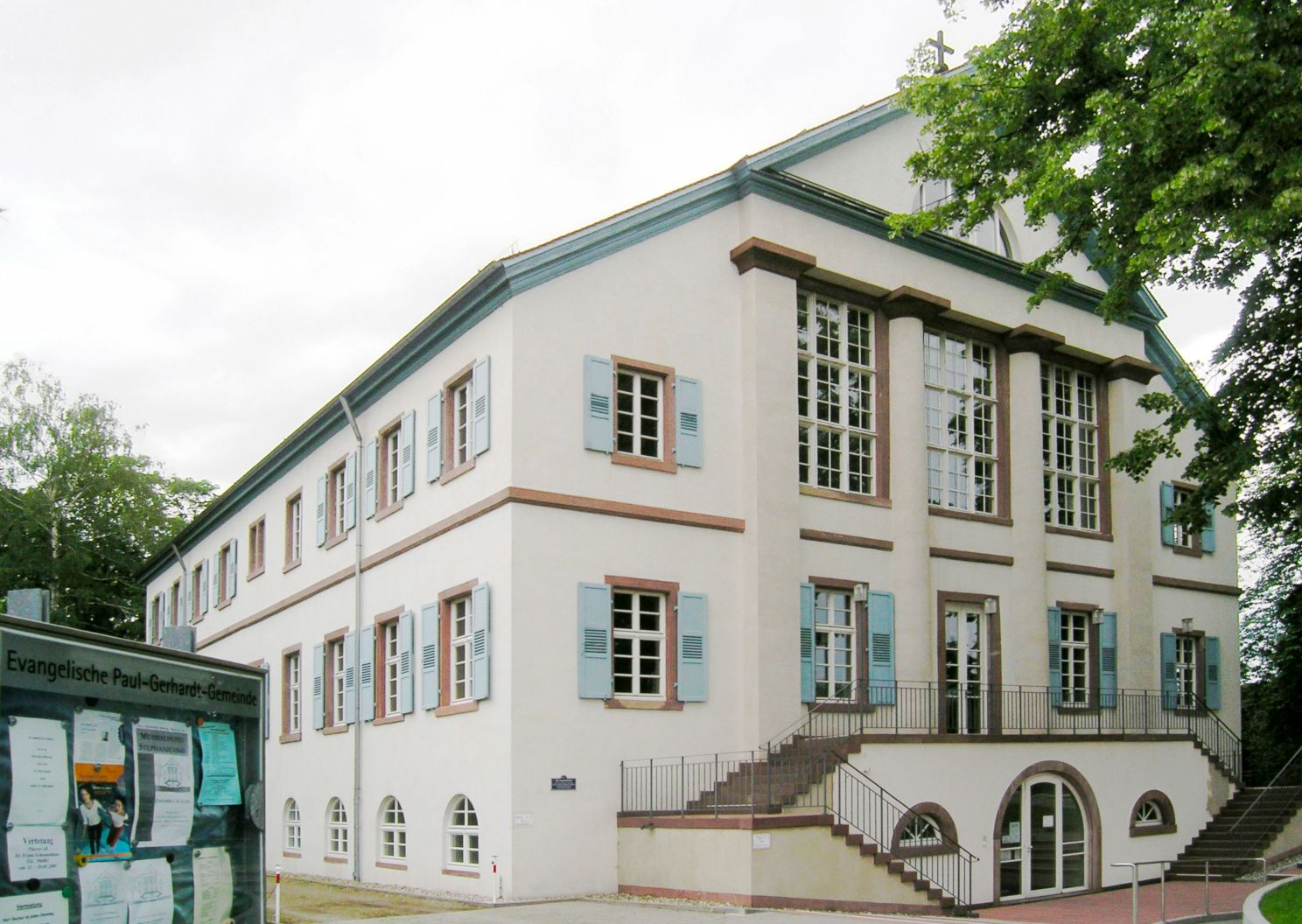
Stephanienbad

Das Stephanienbad (heute auch Paul-Gerhardt-Kirche genannt) ist ein klassizistisches Gebäude des Baumeisters Friedrich Weinbrenner aus Karlsruhe und steht im Stadtteil Beiertheim. Es wurde zwischen den Jahren 1811–1817 erbaut.

## Geschichte

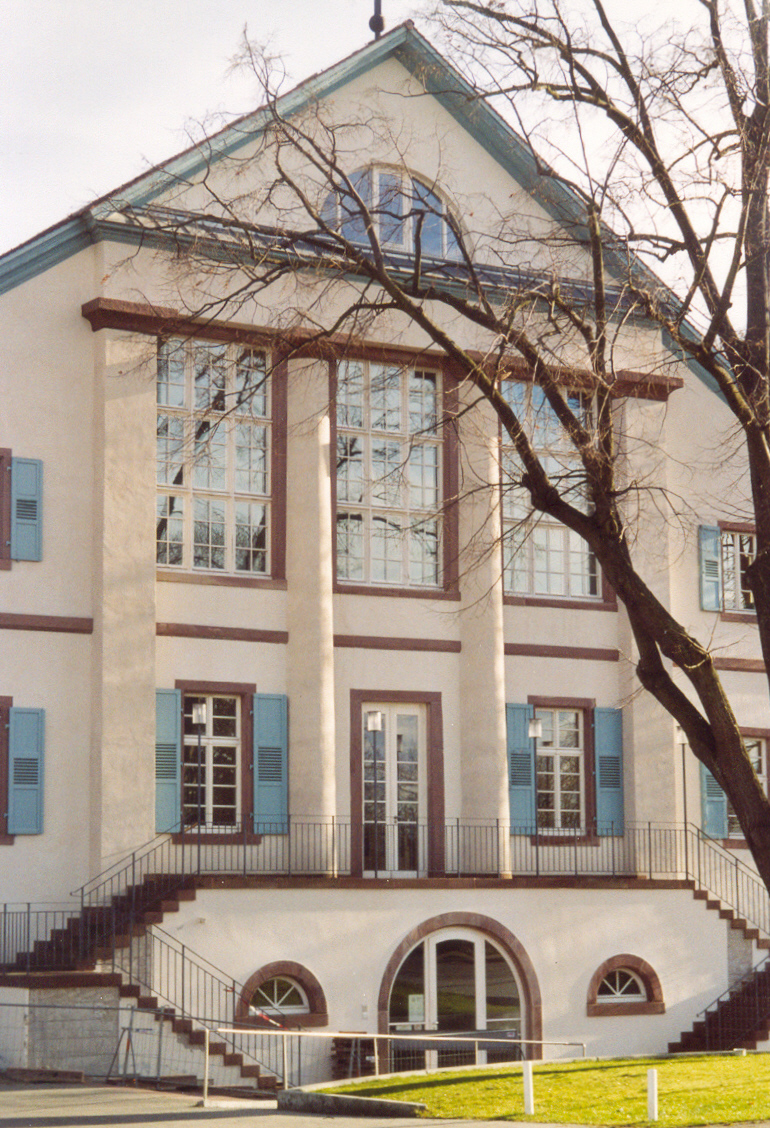
Stephanienbad Frontansicht

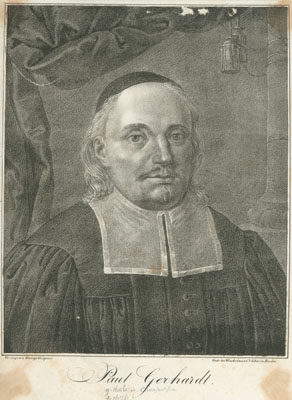
Porträt von Paul Gerhardt

Bereits im Jahr 1780 wurde mit dem Bau eines ersten Badehauses an der Alb begonnen. Das Gebäude war jedoch eher ein Provisorium und als Badeanstalt nur bedingt geeignet. Zu den Gästen gehörte damals auch der Schriftsteller Johann Peter Hebel. Auf Grund der Baufälligkeit des alten Hauses wurde im Jahre 1811 mit dem Bau eines Gesellschaftsgebäudes mit Badebereich begonnen. Zusätzlich wurde hinter dem Gebäude eine kleine Gartenanlage im Stil eines englischen Gartens angelegt. Nachdem der Bau abgeschlossen war, wurde dieser nach Großherzogin Stéphanie de Beauharnais benannt. Das Gebäude wurde daraufhin sowohl als Bade- als auch als Gesellschaftshaus für diverse Veranstaltungen genutzt, welches mit einem vielfachen Besitzerwechsel einherging. Da keinem der Besitzer Erfolg vergönnt war, verfiel das Gebäude mit der Zeit langsam. Letztlich wurde es in ein Mietshaus umgewandelt.
Im Jahr 1880 fand das Haus wieder einen neuen Besitzer, der das alte Badehaus reaktivierte und einer breiten Öffentlichkeit zugänglich machte. Ab dem Jahr 1903 wurde das Gebäude zum ersten Karlsruher Luftbad umgewandelt. Die Zeit als Luft- und Sonnenbad war jedoch nur kurze, da im Jahr 1905 die naheliegende und wasserspendende Alb in ihrem Verlauf verändert wurde, um einen Bahndamm für den neuen Hauptbahnhof Karlsruhe zu errichten. Auf Grund dieser Umstände musste der Badebetrieb eingestellt werden. Bewirtschaftet wurde nur noch das Gesellschaftshaus. Bis zum Ersten Weltkrieg hatte das Gebäude dann überregionale Bekanntheit erlangt, da dort Studentenverbindungen ihre verbotenen Mensuren abhielten. 1944 wurde das Gebäude durch einen Luftangriff schwer beschädigt. Nach Ende des Krieges wurde lange darüber diskutiert, ob das Gebäude wieder aufgebaut werden sollte. Nachdem sich die Gemeinde mehrheitlich für den Wiederaufbau einsetzte, konnte dieser bis zum Jahr 1957 abgeschlossen werden.

## Heutige Nutzung
Bereits 1926 mietete die evangelische Kirchengemeinde von Karlsruhe das Gesellschaftshaus an und nutzte es für regelmäßig stattfindende Veranstaltungen. Das ehemalige Stephanienbad wird seit 1957 von der evangelischen Paul-Gerhardt-Gemeinde als Kirchengebäude genutzt. Im Zuge dieser Nutzungsänderung erfolgte die Umbenennung des ehemaligen Badehauses in Paul-Gerhardt-Kirche. Namensgeber für die Kirche ist der sächsische Theologe und Dichter Paul Gerhardt.

## Orgel

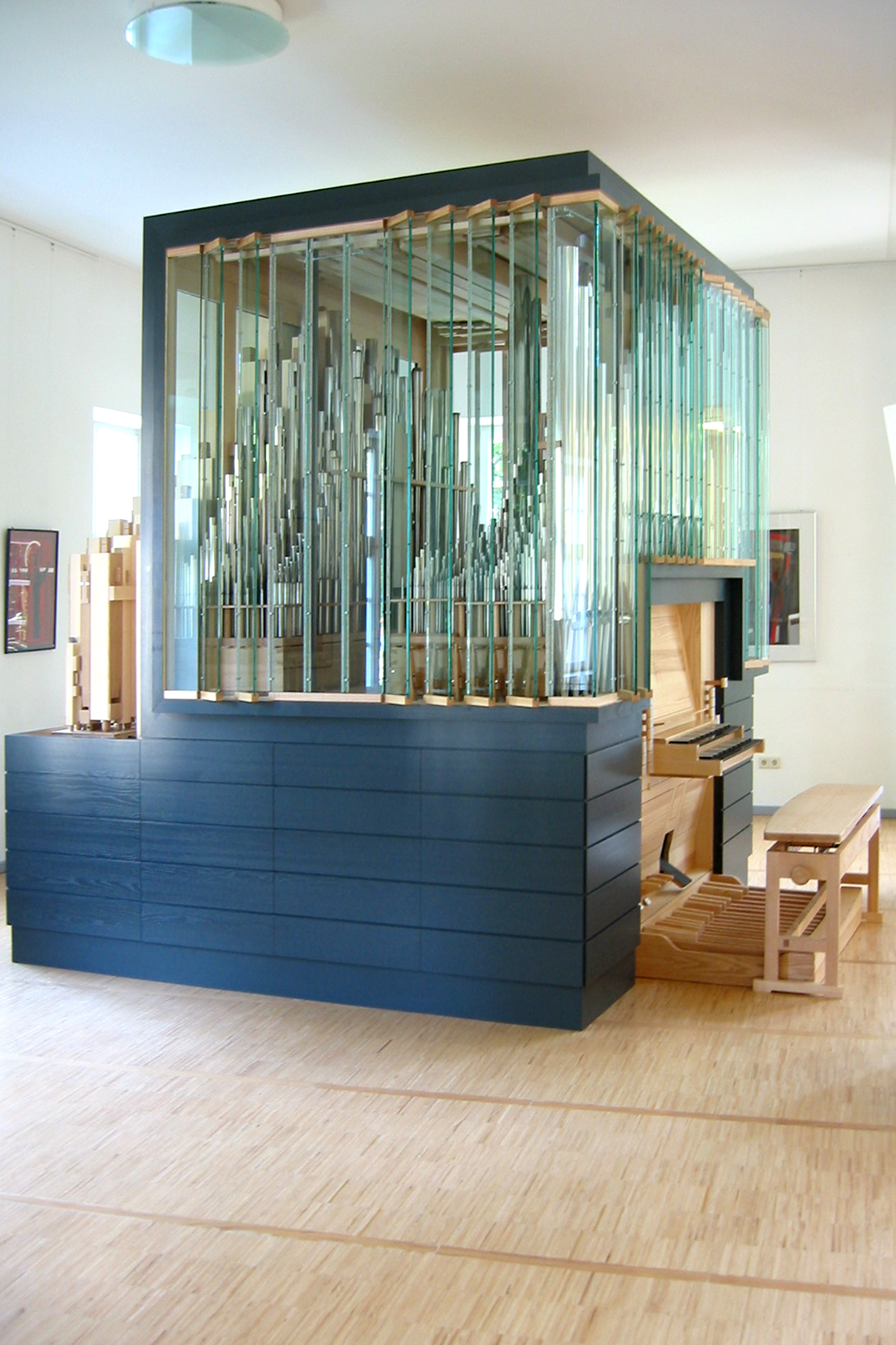
Blick auf die Orgel

Im linken Seitenschiff befindet sich eine außergewöhnliche Orgel. Das Instrument wurde im Jahre 2004 von der Orgelbaufirma Waldkircher Orgelbau Jäger & Brommer erbaut. Das Pfeifenwerk wird von einem Generalschweller ummantelt, der aus Glas gebaut ist. So wirkt der Gehäusekubus leicht und durchschaubar. Das Glas der Schwellanlage wiegt insgesamt 650 kg; der Schweller wird mittels eines Fußtrittes elektrisch bedient. Das Schleifladen-Instrument hat 19 Register (darunter zwei Vorabzüge) auf zwei Manualwerken und Pedal. Die Spiel- und Registertrakturen sind mechanisch.
| I Hauptwerk C–g3 |                      |       |
| 1.               | Prinzipal            | 8′    |
| 2.               | Gambe                | 8′    |
| 3.               | Rohrflöte            | 8′    |
| 4.               | Oktave               | 4′    |
| 5.               | Spitzflöte           | 4′    |
| 6.               | Quinte (vorab Nr. 7) | 2 ⁄3′ |
| 7.               | Sesquialter II       | 2 ⁄3′ |
| 8.               | Oktave (vorab Nr. 9) | 2′    |
| 9.               | Mixtur IV            | 2′    |

| II Nebenwerk C–g3 |                             |       |
| 10.               | Gedackt                     | 8′    |
| 11.               | Salicional                  | 8′    |
| 12.               | Voix Coelestis (aus Nr. 11) | 8′    |
| 13.               | Flauto Dolce                | 4′    |
| 14.               | Piccolo                     | 2′    |
| 15.               | Nazard                      | 1 ⁄3′ |
| 16.               | Oboe                        | 8′    |
|                   | Tremulant                   |       |

| Pedalwerk C–f1 |            |     |
| 17.            | Subbass    | 16′ |
| 18.            | Octavbass  | 8′  |
| 19.            | Choralbass | 4′  |

- Koppeln: II/I, II/II (Suboktavkoppel), I/P, II/P